# Angus Maddison
Angus Maddison (6 de dezembro de 1926 - 24 de abril de 2010) foi um destacado economista britânico especializado em história macroeconômica quantitativa, incluindo a medição e análise do crescimento econômico e do desenvolvimento.
Maddison lecionou em várias universidades ao longo de sua carreira, incluindo a University of St. Andrews na Escócia e a Harvard University. Em 1978, Maddison foi nomeado professor histórico na Faculdade de Economia da Universidade de Groningen (RUG). Aposentou-se em 1996 e tornou-se Professor Emérito.
Maddison é particularmente conhecido por documentar o desempenho econômico durante longos períodos de tempo e nos principais países em todos os continentes do mundo.

## Juventude e OECC
Nascido em Newcastle-on-Tyne, Inglaterra, Maddison frequentou o Selwyn College, em Cambridge, como estudante de graduação. Depois de frequentar a McGill University e a Johns Hopkins University como estudante de pós-graduação, ele decidiu não completar o doutorado e voltou ao Reino Unido para lecionar por um ano na University of St. Andrews. Posteriormente, ele obteve seu doutorado em 1978 na Universidade de Aix-Marseille, na França.
Em 1953, Maddison juntou-se à Organização para a Cooperação Econômica Europeia e, posteriormente, tornou-se Chefe da Divisão de Economia. Em 1963, quando a ela se tornou a Organização para Cooperação e Desenvolvimento Econômico (OCDE), Maddison tornou-se Diretor Assistente do Departamento de Desenvolvimento Econômico.

## Conselheiro político e professor
Em 1969–1971, Maddison trabalhou no Serviço de Consultoria de Desenvolvimento do Centro de Assuntos Internacionais. Maddison também ocupou o cargo de consultor político para várias instituições, incluindo os governos de Gana e do Paquistão. Além disso, ele visitou muitos outros países e muitas vezes aconselhou diretamente os líderes governamentais de países como Brasil, Guiné, Mongólia, URSS e Japão.
Em 1978, Maddison foi nomeado professor histórico da Universidade de Groningen. Maddison foi um pioneiro no campo da construção de contas nacionais, em que as contas de um país são calculadas em períodos de várias décadas até o ano 1. Para este fim, ele combinou técnicas de pesquisa modernas com seu próprio amplo conhecimento de história econômica e, em particular, o desempenho de países no campo do PIB per capita . Seu trabalho resultou em uma compreensão nova e profunda das razões pelas quais alguns países se tornaram ricos enquanto outros permaneceram pobres (ou sucumbiram à pobreza). As reconstruções do PIB de Maddison foram criticadas por alguns.
Nas últimas duas décadas, Maddison se concentrou principalmente na construção de dados e análises do passado. Por exemplo, ele publicou um estudo confiável sobre o crescimento econômico na China nos últimos vinte séculos. Este estudo impulsionou fortemente o debate histórico sobre os pontos fortes e fracos da Europa e da China como duas das principais forças econômicas do mundo. Suas estimativas sobre a renda per capita no Império Romano seguiram o trabalho pioneiro de Keith Hopkins e Raymond W. Goldsmith. Ele também foi autor de muitas obras de análise econômica histórica, incluindo The World Economy: Historical Statistics e vários outros livros de referência sobre o mesmo tópico.

## Legado
Maddison foi o fundador e líder intelectual do Centro de Crescimento e Desenvolvimento de Groningen, um grupo de pesquisa da Faculdade de Economia de Groningen que se concentra no crescimento econômico de longo prazo. Os bancos de dados mantidos por Maddison e seus ex-colegas, que agora incluem praticamente todos os países do mundo, constituem uma das fontes mais importantes para a análise do crescimento econômico de longo prazo e são usados em todo o mundo por acadêmicos e analistas políticos.